# Welcome to Sweden (musikalbum)
Welcome to Sweden, stiliserat Welcome To Sweden, är ett musikalbum av artisten Einár. Albumet var hans tredje, liksom det näst sista han gav ut under sin levnadstid. Det släpptes den 15 maj 2020.

## Låtlista
| Nr | Titel               | Notering                 |
| -- | ------------------- | ------------------------ |
| 1. | Va händish          | tillsammans med Thrife   |
| 2. | Vill du köra        | tillsammans med Adel     |
| 3. | Welcome To Sweden   |                          |
| 4. | GoHardOrGoHome      |                          |
| 5. | Ghetto Mamacita     | tillsammans med Dree Low |
| 6. | Frank Lucas         |                          |
| 7. | Rymden och tillbaka |                          |
| 8. | Outro               | tillsammans med Stress   |